# تیانژو (هند)
به معنای لغوی به معنای پنج هند در چینی باستانی یکی از نام‌های هند است که برای شبه‌قاره هند استفاده می‌شده است. پنج هند به این علت نامیده می‌شد زیرا پنج منطقه جغرافیایی در این منطقه وجود داشت. تیانژو به معنای «مرکز بهشت» است. دلیل آن این است که گوتاما بودا در هند متولد شده و بودیسم از هند منشأ گرفته است.
در سفر به پنج پادشاهی هند که در دوره پادشاهی شیلا در شبه‌جزیره کره نوشته شده است، این اصطلاح برای اشاره به هند در آن زمان استفاده می‌شود.
شبه‌قاره هند شناخته شده توسط چینی‌ها شامل پنج منطقه بود:
1. هند مرکزی
2. شرق آسیای جنوبی شرق
3. شمال جنوب آسیا شمال
4. جنوب آسیای جنوبی جنوب
5. شمال غربی جنوب آسیا غرب